# Cyrtanthus contractus
Espèce
Cyrtanthus contractus est une espèce de plantes monocotylédones de la famille des Amaryllidaceae, sous-famille des Amaryllidoideae, originaire d'Afrique du Sud. Cette espèce, comme la plupart des espèces du genre Cyrtanthus, est connue pour sa floraison qui n'intervient qu'après un feu de forêt. 